# Prêmio Archdeacon
O Prêmio Archdeacon (oficializado como "Grand Prix Deutsch-Archdeacon") foi o primeiro prêmio de aviação do mundo. Lançado na França em 15 de setembro de 1904 e patrocinado pelo advogado Ernest Archdeacon, o prêmio consistia numa taça com valor mínimo de 2.000 francos e o ganhador teria que ser o primeiro experimentador que fizesse um percurso controlado em aeroplano superior a 25 metros, com a única condição que o ângulo de queda fosse inferior a 25% ou 14 graus. Para se tornar proprietário da taça, no entanto, seria necessário que o detentor conservasse o seu recorde sem interrupção durante dois anos, estando bem entendido que ele teria o direito de bater seu próprio recorde tantas vezes quanto pudesse. O primeiro detentor da taça foi o brasileiro Alberto Santos Dumont, que voou 60 metros no Oiseau de Proie II em 23 de outubro de 1906.